# ابطال طبرق (رواية)
أبطال طبرق (بالإنجليزية: Heroes of Tobruk) هي رواية تاريخية للشباب البالغين كتبها ديفيد موليجان في شمال إفريقيا الإيطالية خلال الحرب العالمية الثانية ونشرتها مؤسسة إستلاستيك لأول مرة في عام 2008.

## ملخص الرواية
تدور أحداث الرواية في عام 1940عن صديقين مقربين هما بيتر فوليرتون وتوني كانتونيلي، حيث قدم بيتر البالغ من العمر ستة عشر عامًا وصديقه المقرب توني أسماء مستعارة بعد أن كذبوا بشأن عمرهم؛ للانضمام بشكل غير قانوني إلى الجيش الأسترالي، ونقلوا بعدها إلى حصار طبرق أثناء الحرب العالمية الثانية، وسرعان ما اكتسبوا سمات شخصية جديدة لمرورهم بلحظات مؤثرة وأذى شديد.